# Уэстморленд, Уильям Чайлдз
Уильям Чайлдз Уэстморленд (англ. William Childs Westmoreland; 26 марта 1914, Спартанберг, Южная Каролина — 18 июля 2005, Чарлстон, Южная Каролина) — американский военачальник, генерал. 
В разное время занимавший должности главнокомандующего американскими войсками во Вьетнаме и начальника штаба армии США. Получил известность как один из главных военных деятелей США периода Вьетнамской войны.

## Начало военной карьеры
Уильям Уэстморленд родился в 1914 году в Южной Каролине. Он был единственным ребенком в семье Джеймса Уэстморленда, богатого аристократа, занимавшегося банковским делом и текстильной промышленностью. Мать хотела, чтобы Уэстморленд стал врачом, но по настоянию отца он поступил в военный колледж «Цитадель», где проучился один год, после чего в 1932 году перешёл в Вест-Пойнт, высшее учебное заведение армии США. Перед академией он собирался идти в училище ВМС, а сразу после выпуска в 1936 году хотел попасть в армейский Воздушный корпус (будущие ВВС США), но оказался в Школе полевой артиллерии. В 1941 году Уэстморленд был переведён в 9-ю пехотную дивизию, с которой и прошёл весь её боевой путь во Второй мировой войне — Тунис, Сицилия, Франция, Германия. К концу войны он занимал должность начальника штаба дивизии.
После окончания войны Уэстморленд перешёл из артиллерии в пехоту и получил квалификацию парашютиста-десантника. Со времён войны у него остались связи с командирами воздушно-десантных частей; в 1943 году его батальон поддерживал 82-ю воздушно-десантную дивизию на Сицилии, и теперь командир дивизии генерал Джеймс Гэвин предложил ему должность командира 504-го пехотного полка в ней. Уэстморленд пробыл командиром полка один год, а затем ещё три года был начальником штаба этой дивизии. В этот период он попал в список из 10 — 15 самых перспективных молодых командиров, составленный по итогам Второй мировой войны по приказу начальника штаба армии Эйзенхауэра. Попадание в этот список помогло дальнейшему карьерному росту Уэстморленда. С 1949 года он находился на должности инструктора в Командно-штабном колледже (Форт-Ливенуорт) и преподавал в Военном колледже армии.
В 1947 году Уэстморленд женился на 19-летней Кэтрин Ван Дюзен (Van Deusen), давшей обещание выйти за него замуж, когда ей было девять лет. В дальнейшем у них было трое детей — сын Джеймс и дочери Кэтрин и Маргарет.
С середины 1952 по середину 1953 года Уэстморленд участвовал в Корейской войне в качестве командира 187-й воздушно-десантной полковой боевой группы. На эту должность он был назначен после многочисленных рапортов. В Корее он не получил никаких боевых наград.
После окончания Корейской войны следующие пять лет он провёл на штабной работе в Пентагоне. В 1953—1955 годах был штабным офицером в управлении личного состава, затем — секретарем главного штаба армии, став в 43 года самым молодым генерал-майором американской армии. В это время прошёл трёхмесячную аспирантуру на факультете управления Гарвардского университета. Следующее назначение сделало его командиром 101-й воздушно-десантной дивизией, имевшей на тот момент экспериментальную структуру: 5 подразделений, представлявших собой нечто среднее между полком и батальоном. Такая структура должна была наилучшим образом подходить для действий в условиях ядерной войны, однако после эксперимента в 101-й дивизии от неё было решено отказаться.
В 1958 году на учениях в 101-й воздушно-десантной дивизии произошла трагедия, когда во время парашютного прыжка при сильном ветре погибли пять десантников. Уэстморленд лично оказывал помощь раненым в этом неудачном прыжке. После этого эпизода во всех последующих парашютных прыжках он всегда прыгал первым, чтобы оценить силу ветра.
В 1960—1963 годах карьера Уэстморленда достигла пиковой вершины: в этот период он занимал очень престижную должность суперинтенданта (начальника) Вест-Пойнта. При нем кадетский корпус училища был удвоен. Затем он короткое время командовал XVIII воздушно-десантным корпусом (в составе 82-й и 101-й дивизий). С имевшимся к этому моменту послужным списком Уэстморленд рано или поздно должен был попасть на Вьетнамскую войну, ставшую главным событием в его жизни.

## Вьетнам

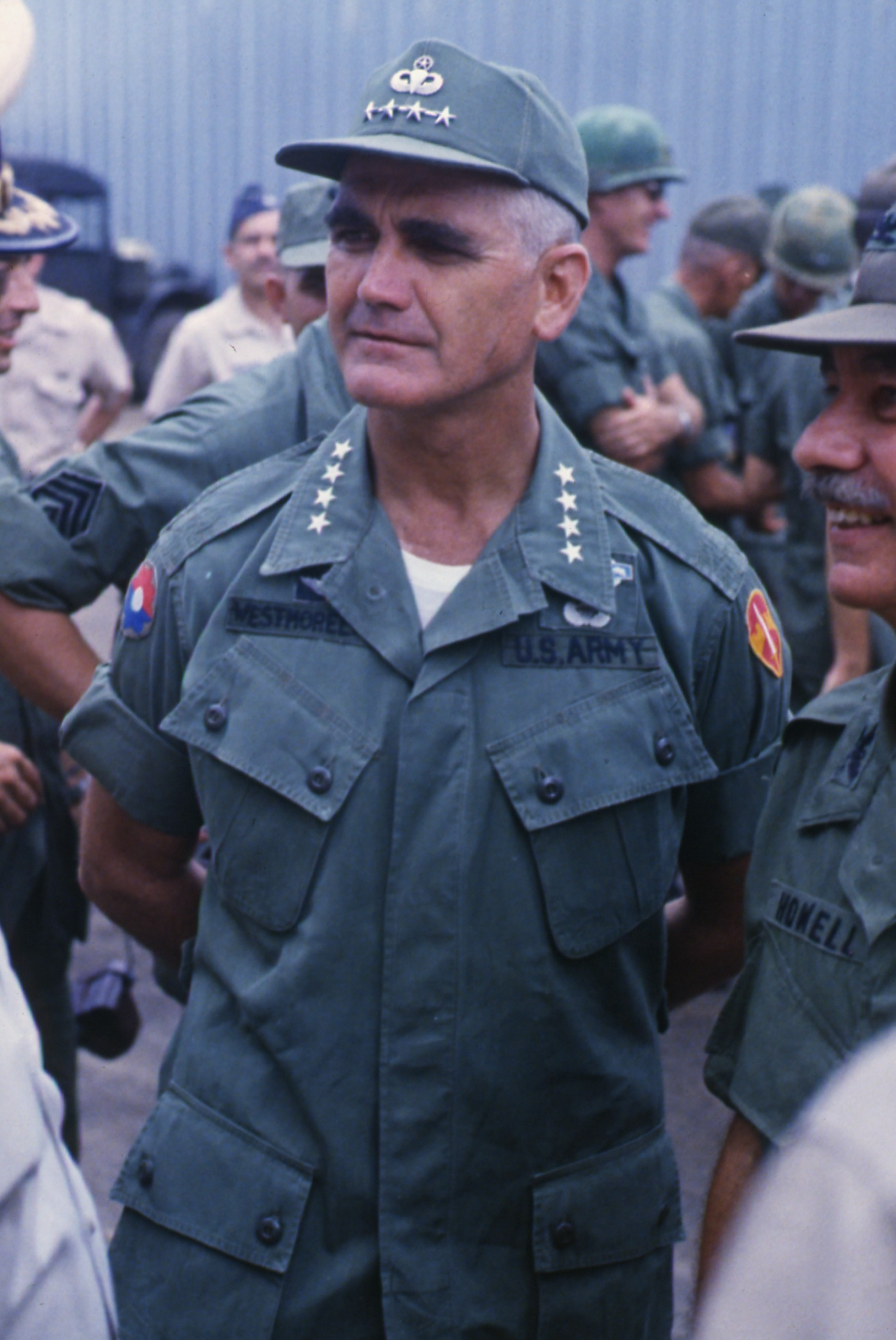
Уэстморленд на церемонии встречи тайского контингента в Южном Вьетнаме. 1967 год

27 января 1964 года Уильям Уэстморленд впервые прибыл в Южный Вьетнам, где его ждала должность заместителя генерала Пола Харкинса, главы Командования по оказанию военной помощи Вьетнаму. Заместителем он пробыл недолго, 20 июня того же года сменив Харкинса и став таким образом командующим всеми американскими силами в Южном Вьетнаме. На июнь 1964 года эти силы составляли всего лишь около 16 тысяч человек, а идущая в стране гражданская война считалась внутренним делом южновьетнамского правительства, пользовавшегося экономической и военной поддержкой США. Однако уже в июле контингент американских войск был увеличен на 5 тысяч человек, а в августе произошёл Тонкинский инцидент, после которого средства массовой информации впервые обратили внимание на Уэстморленда.
После атак партизан НФОЮВ на американские объекты в феврале 1965 года администрация США начала эскалацию американского участия в войне. В марте Уэстморленд получил в своё распоряжение первые настоящие боевые подразделения (два батальона морской пехоты США), а в июне ему было разрешено начать проведение активных наступательных операций с целью разгрома подразделений НФОЮВ. В декабре журнал «Тайм» назвал Уэстморленда «Человеком года».
Наступательная стратегия, избранная Уэстморлендом для ведения боевых действий в Южном Вьетнаме, была войной на истощение: предполагалось наносить противнику такие потери, которые он не успевал бы восполнять подкреплениями из Северного Вьетнама или рекрутированием местного населения. Тактика для достижения такого результата получила название «найти и уничтожить». Её общая идея заключалась в том, что американское подразделение (рота или батальон) направлялось в район, контролируемый силами противника. Там оно должно было обнаружить силы противника (как правило, это происходило в результате попадания во вражескую засаду), после чего в район контакта перебрасывались дополнительные подразделения, блокировавшие возможные пути отхода врага, в то время как авиация и артиллерия уничтожали обнаруженные силы НФОЮВ. По поводу этой стратегии Уэстморленду неоднократно приходилось вступать в споры с командующим морской пехотой во Вьетнаме генералом Уолтом, предпочитавшим направлять основные силы на обеспечение безопасности сельской местности, а не на участие в крупномасштабных операциях и сражениях.
В период 1965—1967 годов генерал Уэстморленд запомнился американским журналистам своим неизменным оптимизмом в отношении военных перспектив американских вооружённых сил в Южном Вьетнаме. Он имел репутацию требовательного, но справедливого и честного командира, постоянно посещал разные американские подразделения (особенно после крупных сражений), часто разговаривал с солдатами. Во время осады базы морской пехоты Контхиен осенью 1967 года Уэстморленд посетил базу, невзирая на то, что она находилась под постоянным артиллерийским обстрелом противника, а её командир просил генерала отказаться от визита. Полномочия Уэстморленда как командующего постепенно расширялись, например, в феврале 1967 года ему было разрешено проводить артиллерийские обстрелы северовьетнамских подразделений в южной части Северного Вьетнама и в демилитаризованной зоне. Однако его главная и многократно повторявшаяся просьба — о вторжении в Лаос для того, чтобы перерезать «тропу Хо Ши Мина» — так и осталась неудовлетворённой. Уэстморленд был убеждён, что для победы в войне американским частям необходимо в первую очередь уничтожить тыловые базы противника на территории Камбоджи, а также перерезать «тропу Хо Ши Мина» в Лаосе, после чего останется только уничтожить лишённые северовьетнамской поддержки партизанские группы в Южном Вьетнаме. Но администрация США до 1970—1971 годов отказывалась проводить наземные действия в Камбодже и Лаосе, ссылаясь на формально нейтральный (фактически не соблюдавшийся) статус этих стран.
В июне 1968 года Уэстморленд покинул Южный Вьетнам, передав должность своему заместителю и товарищу по Вест-Пойнту генералу Абрамсу.

## После Вьетнама

### Завершение военной службы
В 1968—1972 годах Уэстморленд был начальником штаба армии. Хотя этот период его биографии не получил такого освещения, как служба во Вьетнаме, Уэстморленду вновь пришлось принимать важные решения и решать трудные задачи. В начале 1970-х годов американская армия под влиянием войны во Вьетнаме находилась в глубоком кризисе.
Повсеместное распространение получили наркомания, нарушения воинской дисциплины, белый и чёрный расизм. Кроме того, это был переходный период, когда вооружённые силы готовились к комплектованию исключительно на контрактной основе (призыв окончательно был отменен в 1973 году). Уэстморленд приложил много усилий, чтобы исправить положение в армии, но, по его собственному мнению, не добился полного успеха.
В 1972 году, после трёх с половиной десятилетий службы в армии, Уэстморленд ушёл в отставку. В 1974 году он неудачно номинировался в кандидаты на должность губернатора Южной Каролины от республиканской партии. В 1976 году выпустил мемуары «Солдат рапортует» (A Soldier Reports).

### Уэстморленд против CBS
В январе 1982 года телекомпания CBS показала в своём эфире документальный фильм «Неподсчитанный враг: Вьетнамский обман» (The Uncounted Enemy: a Vietnam Deception) журналиста Майка Уоллеса. В фильме утверждалось, что в 1967 году генерал Уэстморленд намеренно занизил сообщённую прессе оценочную численность сил противника в Южном Вьетнаме, чтобы создать впечатление об успешном ходе войны. Уэстморленд немедленно потребовал от телекомпании принести извинения и выплатить денежную компенсацию за причинённый ему моральный ущерб. Хотя проведённое внутреннее расследование выявило многочисленные нарушения Уоллесом принципов журналистики при подготовке фильма, а сокрытие информации не было убедительно доказано, CBS отказалась выполнять требования Уэстморленда. В сентябре 1982 года генерал подал на телекомпанию судебный иск о клевете. Некоторые средства массовой информации поспешили назвать это «процессом века» и «судом над Вьетнамской войной».
Суть дела заключалась в том, что ЦРУ сделало оценку численности сил противника на 1967 год (более 400 тысяч человек), намного превосходящую оценку командования по оказанию военной помощи (225—250 тыс. чел.). Уэстморленд мотивировал низкую цифру командования тем, что она не включает полувоенные формирования Вьетконга, состоявшие из стариков и детей и, по мнению Уэстморленда, не способные оказать влияния на ход войны. Он полагал, что если будет обнародована цифра ЦРУ, это приведёт к большому ущербу для военных усилий США во Вьетнаме, поскольку журналисты будут оценивать цифру не с военной, а с политической точки зрения, что в корне неправильно. В конечном счете командование и ЦРУ достигли компромисса: была опубликована цифра командования, а цифра неучтённых в ней членов полувоенных формирований появилась в отдельном пресс-релизе.
Судебный процесс начался в октябре 1984 года. Затронутые на нём темы оказались шире обвинения в клевете по отдельно взятому вопросу и касались характерного для Вьетнамской войны взаимного недоверия американских военных и журналистов. Свидетели, выступавшие в поддержку Уэстморленда, были в основном видными политическими и военными фигурами периода 1960-х годов, в то время как CBS привлекло ветеранов войны для доказательства того, что полувоенные формирования Вьетконга представляли значительную угрозу американским войскам и могли повлиять на ход войны. Дело имело широкий резонанс, однако так и не было доведено до конца. В феврале 1985 года Уэстморленд и CBS договорились об урегулировании конфликта, заявив, что чётко выразили свои позиции и предоставляют американскому обществу судить о них; предположительно обе стороны пошли на этот шаг в связи с большими финансовыми издержками в результате тяжбы. CBS так и не принесла Уэстморленду формальных извинений. Само дело «Уэстморленд против CBS» можно оценивать как одно из явлений происходившего в 1980-е годы в США процесса переоценки событий Вьетнамской войны.

### Смерть
Последние годы жизни Уильям Уэстморленд провел, активно участвуя в ветеранских делах. Он скончался 18 июля 2005 года в доме престарелых в Чарлстоне (Южная Каролина), где находился вместе со своей женой.

## Оценки деятельности
В период пребывания на должности главы Командования по оказанию военной помощи Вьетнаму Уэстморленд постоянно подвергался нападкам со стороны антивоенных активистов и представителей леволиберальных взглядов. Журналист Питер Арнетт в мемуарах упоминает о своей новостной истории, в которой он описывал один день из жизни американского подразделения и командования в Сайгоне: в то время как подразделение вело бой, Уэстморленд играл в теннис в спортивном клубе. Многие обвиняли генерала в излишне оптимистичных оценках военной ситуации накануне Тетского наступления; получила распространение версия, что Уэстморленд был снят с должности за поражение американских сил во время этого наступления, а его самого причисляли к главным виновникам поражения США во Вьетнаме, наряду с президентом Джонсоном и министром обороны Макнамарой.
В книге «Нюрнберг и Вьетнам: американская трагедия» старший обвинитель от США на Нюрнбергском процессе Телфорд Тэйлор, который резко отрицательно выступал в отношении практики ведения США военных действий и требовал применять положения Нюрнберга также в отношении преступлений, совершённых военными США во Вьетнаме, писал: «Генерал Уильям Уэстморленд вполне мог бы занять место на скамье подсудимых Нюрнбергского суда».
Сам Уэстморленд до конца жизни оставался убеждён в том, что американские вооружённые силы не проиграли войну, а причиной поражения во Вьетнаме было то, что США не сумели выполнить свои политические обязательства перед Южным Вьетнамом. Говоря о политиках, проводивших войну, он отмечал: «Они бросили меня туда и забыли обо мне. Я работал там семь дней в неделю, 14, иногда 16 часов в сутки. Я не сожалею ни о чем, хотя на меня наплевали».